# Curcuma pierreana
Curcuma pierreana är en enhjärtbladig växtart som beskrevs av François Gagnepain. Curcuma pierreana ingår i släktet Curcuma och familjen Zingiberaceae. Inga underarter finns listade i Catalogue of Life.